# Petrophila brunneodora
Petrophila brunneodora là một loài bướm đêm trong họ Crambidae.